# Якоб Ольденбург-Дельменхорст
Якоб Ольденбург-Дельмнхорст (нем. Jakob Graf von Oldenburg-Delmenhorst) (р. 24 августа 1463 — ум. 1484) — немецкий пират, сын графа Дельменхорста Морица III.

## Биография
Родился 24 августа 1463 г. в семье графа Дельменхорста Морица III и Катарины фон Хойя. Когда его родители умерли в августе 1464 г., опекуном стал его дядя и граф Ольденбурга Герхард VI.
Когда из-за конфликта с архиепископом Бремена Герхардом III Герхард VI решил обезопасить своего племянника и передал опеку над ним в 1474 г. другому дяде Якоба — графу Хойя Йосту I, новый бременский архиепископ Генрихом III лишил Якоба графства и замка Дельменхорст. Когда Якоб достиг совершеннолетия, 7 сентября 1479 г. архиепископ Бременский снова пожаловал ему их.
Хотя Якоб провел некоторое время в Бремене при дворе архиепископа, после достижения совершеннолетия он поддержал своего дядю, начав грабить ганзейских купцов. Дельменхорст стал базой для набегов и атак Герхарда VI на архиепископство. 20 января 1482 г. Дельменхорст сдался осаждавшей его бременской армии.
Якоб эмигрировал ко двору своего двоюродного брата и короля Дании Иоганна. Там он получил корабль, на котором занимался пиратством, особенно жестоко расправляясь с представителями Ганзы.
Обстоятельства смерти Якоба неясны. Предположительно, он заболел цингой и умер летом 1484 г. в шведском портовом городе.